# Trinitas terrestris con santi e l'Eterno Padre
La Trinitas terrestris con san Bruno, san Benedetto, san Bernardino e san Bonaventura è un dipinto olio su tela (393×262 cm) di Jusepe de Ribera databile tra il 1626 circa e il 1635 circa, conservato presso il Museo nazionale di Capodimonte a Napoli.
La tela fa pendant con l'Eterno Padre, olio su tela (109×109 cm) databile tra il 1626 circa e il 1635 circa sempre del Ribera e sempre nel Museo nazionale di Capodimonte a Napoli.

## Storia
La tela, assieme a all'Eterno Padre, insisteva nell'altare marmoreo di Cosimo Fanzago (concluso nel 1628) che era nel transetto della chiesa della santissima Trinità delle Monache, per la quale il pittore spagnolo già si trovò a lavorare eseguendo nel 1626 la pala del San Girolamo e l'angelo del Giudizio, che caratterizza l'altro lato del transetto. Tuttavia, le vicende che hanno condotto la Trinitas all'interno del complesso delle Monache non sono certe e vivono su un duplice scenario d'ipotesi, supportato da taluni o altri storici dell'arte.
Secondo una parte della critica, se il San Girolamo fu commissionato al Ribera dalle stesse monache francescane per adornare il transetto dal lato dell'Epistola, per la pala della Trinitas, che insisteva nel transetto della chiesa nel lato dell'Evangelo e che era caratterizzata nella parte superiore anche dall'Eterno Padre, poi scorporato dalla tela originaria successivamente, la storia segue quanto disse il De Dominicis nella sua guida settecentesca. Secondo questa prima versione, infatti, il dipinto in origine fu commissionato dai padri certosini di San Martino per adornare la parete frontale del coro allorquando, non riscontrando tuttavia il consenso da parte della committenza, fu scartato in favore della grande tela di Guido Reni dell'Adorazione dei pastori, acquistata dagli eredi del pittore e che tutt'oggi adorna l'ambiente certosino. Così dopo l'aggiunta in un secondo momento dei santi Bernardino e Bonaventura alla sinistra della composizione della Trinitas, l'opera fu venduta alle monache della Santissima Trinità di Napoli, che si occuparono poi di far ritagliare la figura dell'Eterno Padre per collocarlo sulla parte superiore del retablo marmoreo fanzaghiano. La versione del De Dominici ha trovato consensi da una parte della critica moderna che ha quindi ipotizzato una datazione del dipinto dal 1632 al 1635, anche per via delle affinità stilistiche con la Trinità del Ribera conservata al Museo del Prado di Madrid e datata 1635.
Secondo un'altra visione dei fatti e seguendo alcune indagini più moderne fatte sulla tela, dove non sono risultati inserimenti in momenti successivi dei santi Bonaventura e Bernardino, l'opera sin dall'origine fu commissionata dalle monache francescane della Trinità, senza mai intrecciarsi con le vicende legate alla vicina certosa di San Martino, dove già nel 1621 si annovera un pagamento al pittore di 40 ducati per l'acquisto di diversi colori (che quindi fa scartare l'ipotesi che possano riferirsi al San Girolamo e l'angelo del Giudizio) destinati all'esecuzione di un dipinto di grandi dimensioni, già sin dal principio concepita separatamente dall'Eterno Padre. La tela della Trinitas quindi assume una datazione precedente rispetto alla prima versione dei fatti, visto che fu collocata nell'ancona marmorea fazaghiana almeno entro il 1630, mentre la figura dell'Eterno posta in alto assume una datazione intorno al 1635.
A prescindere da quale strada abbiano percorso i dipinti affinché confluissero nel complesso delle Monache, nel 1813 le tele furono prelevate dalla chiesa in quanto l'ordine religioso che aveva in affido l'edificio di culto fu soppresso; le opere entrarono dunque a far parte della collezione Borbone e pertanto ricollocate nel Museo nazionale di Capodimonte.

## Descrizione

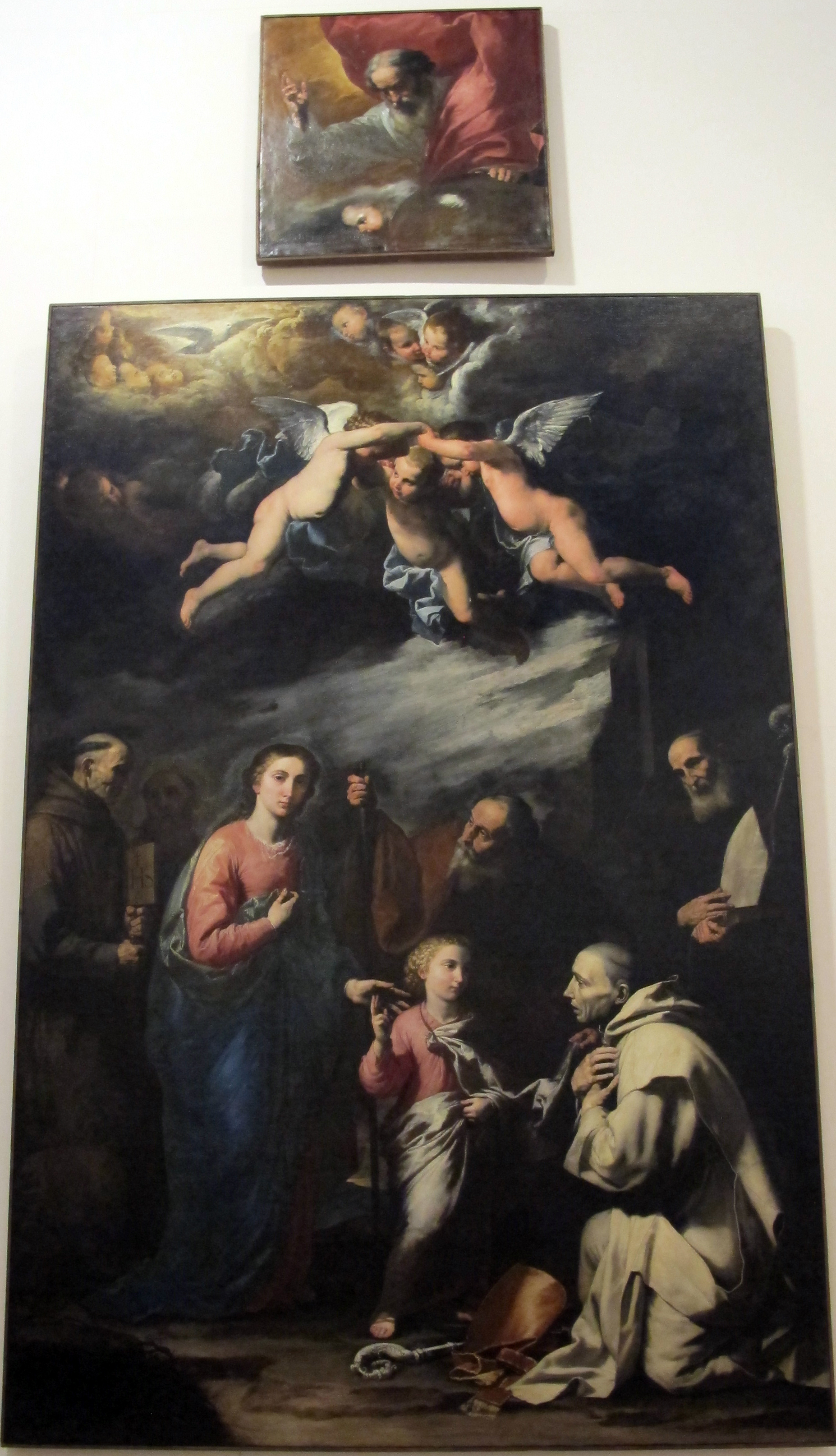
Veduta d'insieme delle due tele

Il dipinto della Trinitas si staglia tra i capolavori del pittore spagnolo i cui virtuosismi raggiunti anticipano quelli che verranno acquisiti definitivamente solo a partire dal terzo decennio del Seicento, ossia nelle opere di piena maturità artistica del Ribera. I passaggi chiaroscurali sono infatti meno evidenti rispetto alle prime opere del pittore, dove il tenebrismo caravaggesco appariva più definito e accentuato.
La scena ritrae in basso la Trinitas terrestris (Trinità terrestre), quindi la Sacra Famiglia al centro (Maria, Gesù Bambino e san Giuseppe), a sinistra sono san Bernardino e sullo sfondo san Bonaventura, a destra sono invece san Benedetto e san Bruno in primo piano inginocchiato, iconografia quest'ultima ripresa da un'altra tela precedente del Ribera col santo, la Madonna col Bambino e san Bruno oggi alla Gemäldegalerie di Berlino, e che riprenderà ancora in un'altra tavoletta successiva per i padri certosini di San Martino dove ritrae il santo mentre riceve la regola. Al centro della composizione è uno squarcio di cielo che si apre tra le nubi, passaggio pittorico tipico delle composizioni del Ribera, mentre in alto sono un insieme di angioletti vorticanti con a sinistra la colomba dello Spirito Santo.
Se si aggiunge alla composizione della Trinitas terrestris la tela dell'Eterno Padre (dove sono raffigurati Dio un putto e la sfera celeste), si configura anche l'iconografia della Trinitas coelis (Trinità celeste) andando a costruire così un'unica macchina scenografica raffigurante una doppia Trinitas.
La tela della Trinitas presenta la firma dell'autore: «Jusepe de Ribera Hispanus / Fecit...».